# Castelpizzuto
Castelpizzuto (Rù Pëzzùtë in molisano) è un comune italiano di 134 abitanti della provincia di Isernia in Molise.

## Storia
Il centro fu fondato dagli Angioini intorno al 1269. Fu edificata una piccola roccaforte che vigilasse sui monti del Matese. Nell'evidenziato anno 1269 re Carlo I d'Angiò donò il feudo a Tommaso d'Evoli. 
Alla fine del Duecento il possedimento fu frazionato in tre parti, assegnati rispettivamente a Gualtiero da Ponte, Nicola Roccafoglia e Alferio d'Isernia. Il da Ponte decedette senza figli nel 1312: il suo terzo tornò al regio demanio, indi venduto all’appena citato d’Isernia. Egli nell’anno 1316, comprò l’ultima quota, divenendo “Signore di Pizzuti”: la famiglia possedette il paese probabilmente per tutto il Trecento. Si susseguirono i Gaetani, i Pandone ed i Capece Galeota. Il feudo fu della famiglia D'Agostino.
Nel 1575 Silvia d'Agostino dette il feudo alla famiglia Terzi, che lo possedette fino all'Unità d'Italia, con alcuni passaggi intermedi di proprietà. L'ultimo discendente Terzi fu il Conte Pasquale, vivente nel 1806 .

## Monumenti e luoghi d'interesse

### Castello baronale
Il castello si trova lungo via Roma, al centro del paese. Non è più leggibile la pianta della struttura fortificata, perché mescolatasi con gli altri palazzi storici. Ha una struttura a pianta rettangolare irregolare. È visibile una torre angolare semicircolare, con loggiato e finestre a tutto sesto. La facciata è stata modificata nell'800 e non ha alcun pregio artistico, se non quello di un comune edificio in pietra. Lungo la via vi è un grande arco che conduce a una seconda entrata.
Il castello, fino al 2009, è stato in fase di abbandono, in vendita come comune residenza civile. Successivamente è stato acquistatoe restaurato dal comune, come sede propria del municipio stesso. È anche visitabile.

### Chiesa di Sant'Agata
Chiesa del XIV secolo. Molto rimaneggiata in epoca tardo-barocca. Possiede pianta rettangolare, intonacata in bianco, con facciata a capanna, decorata da portale a tutto sesto. Il campanile è a torre.

## Società

### Evoluzione demografica
Abitanti censiti

Al 31-12-2024 i cinque comuni del Molise meno popolati sono i seguenti:
| Pos. | Comune        | Provincia  | Abitanti | Superficie (km²) | Altitudine (m s.l.m.) |
| ---- | ------------- | ---------- | -------- | ---------------- | --------------------- |
| 1º   | Castelverrino | Isernia    | 89       | 13,97            | 570                   |
| 2º   | Provvidenti   | Campobasso | 101      | 6,15             | 600                   |
| 3º   | San Biase     | Campobasso | 124      | 11,81            | 804                   |
| 4º   | Castelpizzuto | Isernia    | 134      | 15,29            | 836                   |
| 5º   | Molise        | Campobasso | 145      | 5,21             | 868                   |

### Tradizioni e folclore
- Festa di San Domenico: festa patronale, che rievoca il rito dei serpari del comune abruzzese di Cocullo.

## Amministrazione
| Periodo          | Periodo          | Primo cittadino             | Partito                   | Carica                  | Note |
| ---------------- | ---------------- | --------------------------- | ------------------------- | ----------------------- | ---- |
| 23 aprile 1995   | 13 giugno 2004   | Antonio Succi               | Partito Popolare Italiano | sindaco                 |      |
| 13 giugno 2004   | 20 dicembre 2006 | Felicetta Mezzanotte        | lista civica              | sindaco                 |      |
| 20 dicembre 2006 | 28 maggio 2007   | Nicola Di Matteo            |                           | Commissario prefettizio |      |
| 28 maggio 2007   | 11 giugno 2017   | Fortunato Ascenzio Di Santo | Futuro per Castelpizzuto  | sindaco                 |      |
| 11 giugno 2017   | 15 gennaio 2018  | Antonino Mancini            | Cuore per Castelpizzuto   | sindaco                 |      |
| 15 gennaio 2018  | 10 giugno 2018   | Stefano Conti               |                           | Commissario prefettizio |      |
| 10 giugno 2018   | in carica        | Carla Caranci               | Castelpizzuto resisti     | sindaco                 |      |